# Johann Friedrich Overbeck
Pour les articles homonymes, voir Overbeck.
 (mai 2019).
Si vous disposez d'ouvrages ou d'articles de référence ou si vous connaissez des sites web de qualité traitant du thème abordé ici, merci de compléter l'article en donnant les références utiles à sa vérifiabilité et en les liant à la section « Notes et références ».
Johann Friedrich Overbeck né le 3 juillet 1789 à Lübeck et mort le 12 novembre 1869 à Rome) est un peintre allemand, membre du mouvement nazaréen.

## Biographie
Johann Friedrich Overbeck est issu d'une famille de Lübeck où ses ancêtres, durant trois générations, ont été pasteurs protestants. Son père, Christian Adolph Overbeck, est juriste, poète, sénateur-maire de cette ville, sa mère Eleonora Maria Jauch est une descendante de la famille Jauch et son grand-père, Georg Christian Overbeck, est avocat.
Il suit une scolarité classique et une formation d'initiation à l'art dans un établissement situé près du manoir familial, dans la Konigstraße, où enseigne son oncle, docteur en théologie et auteur prolifique.

### Séjour à Vienne
En mars 1806, il part à Vienne où, à l'Académie des beaux-arts de cette ville, il est élève de Heinrich Friedrich Füger, peintre renommé de style néoclassique, proche de l'école de Jacques-Louis David.
L'excessif académisme de son maître le pousse à rechercher de nouvelles formes d'expression comme l'attestent les termes d'une lettre adressée à un ami ; il lui écrit se trouver parmi des gens vulgaires, déplorer l'absence de toute pensée noble à l'académie, perdre toute confiance dans l'humanité et, en conséquence, devoir se replier vers sa propre intériorité.
Bien que jeune à cette époque, cette pensée et ces convictions sont le fil conducteur de sa création picturale. Convaincu que Vienne et toute l'Europe avaient corrompu la pureté originelle de l'art chrétien, il décide ainsi de prendre comme modèle les primitifs italiens, prédécesseurs de Raphaël, décision qui donne du poids plus tard aux théories défendues par les préraphaélites anglais.
En opposition à l'Académie, Johann Friedrich Overbeck et ses amis peintres et élèves de cette école, Franz Pforr, Ludwig Vogel, Josef Wintergerst et Jean-Conrad Hottinguer fondent la Confrérie de Saint-Luc en 1809 ; elle sera dissoute en 1818.
Après quatre années à l'Académie, ses idées et les différences sont si inconciliables que Johann Friedrich Overbeck et ses disciples sont expulsés de cette école.
L'art authentique, écrit-il, il l'a vainement recherché à Vienne : « Oh ! J'en étais rempli ; mon imagination entière était possédée par des madones et des christs, mais nulle part je ne pourrais trouver la réponse. »
Le groupe quitte cette ville, emportant un tableau non terminé, L'Entrée du Christ à Jérusalem, et part pour Rome.

### Séjour à Rome

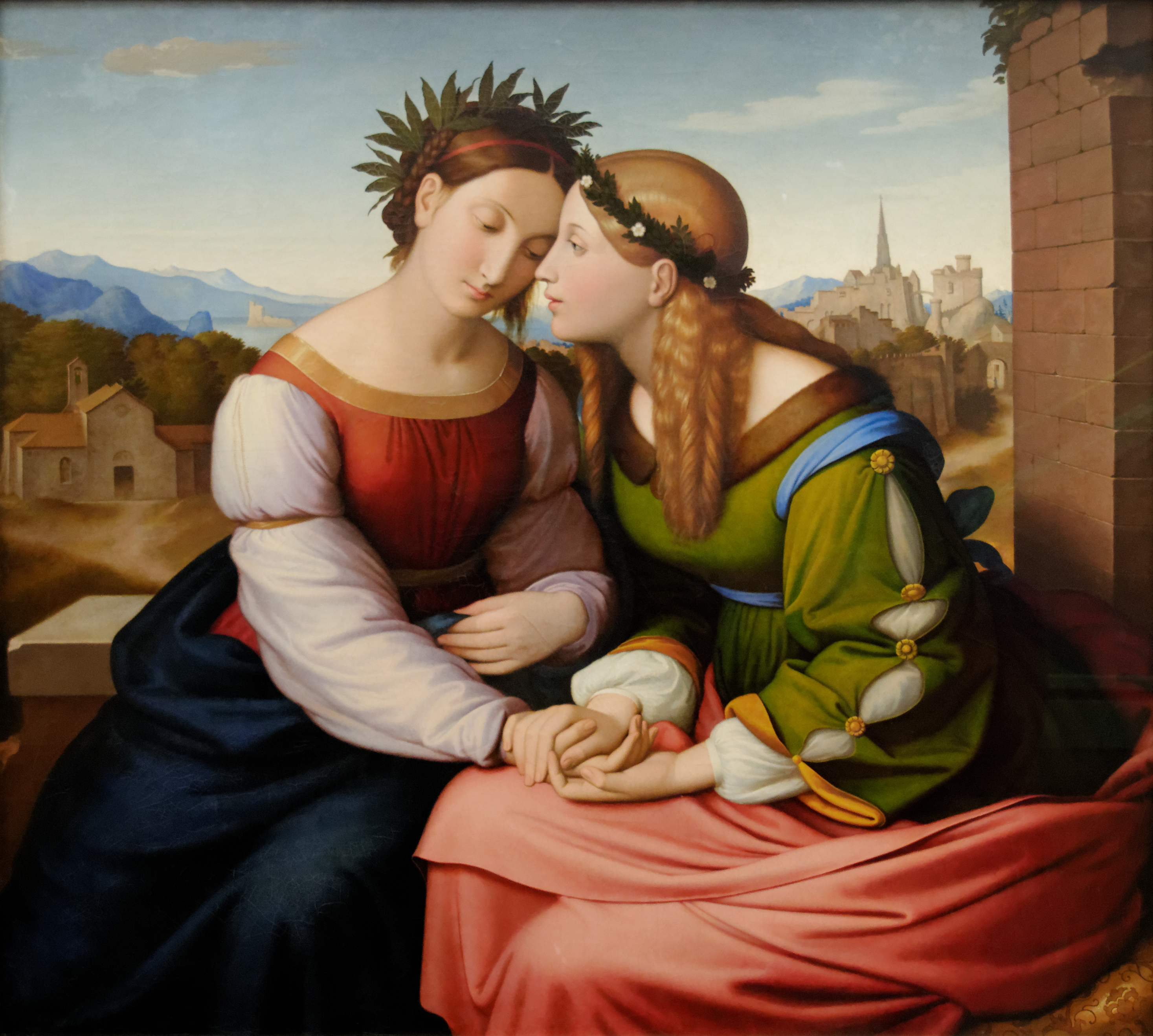
Italia et Germania (1828), Munich, Neue Pinakothek.

Le peintre s'installe à Rome en 1810 dans l'ancien couvent franciscain désaffecté de San Isidoro où la confrérie de Saint-Luc vit en communauté ; il demeure dans cette ville durant 59 années, y travaille activement en compagnie d'autres peintres, Peter von Cornelius, Carl Sieg, Friedrich Wilhelm von Schadow et Philipp Veit, qui l'ont rejoint, fondateurs avec lui de la Künstlerhilfskasse et du mouvement nazaréen.
Leurs préceptes sont une vie d'ascète, un travail dur et honnête : ils évitent l'antiquité car païenne, la Renaissance car fausse et promeuvent la redécouverte du Pérugin, Pinturicchio, Francesco Francia et Raphaël jeune. De ces principes découlent les caractéristiques d'un style qui vise à la représentation d'une idée noble et transcendante, à travers des contours précis, des compositions scolastiques, avec l'emploi modéré du clair-obscur et de la couleur dans le seul but de souligner le thème du motif. Plus tard, Barthold Georg Niebuhr, Friedrich Schlegel rejoignent également le mouvement nazaréen.
En 1813, Overbeck se convertit au catholicisme et, pratiquement en même temps, lui et son mouvement acquièrent une notoriété ; ils sont appelés nazaréens, artistes romains allemands, peintres romantiques de l'Église, peintres religieux et patriotiques allemands.

### Le succès

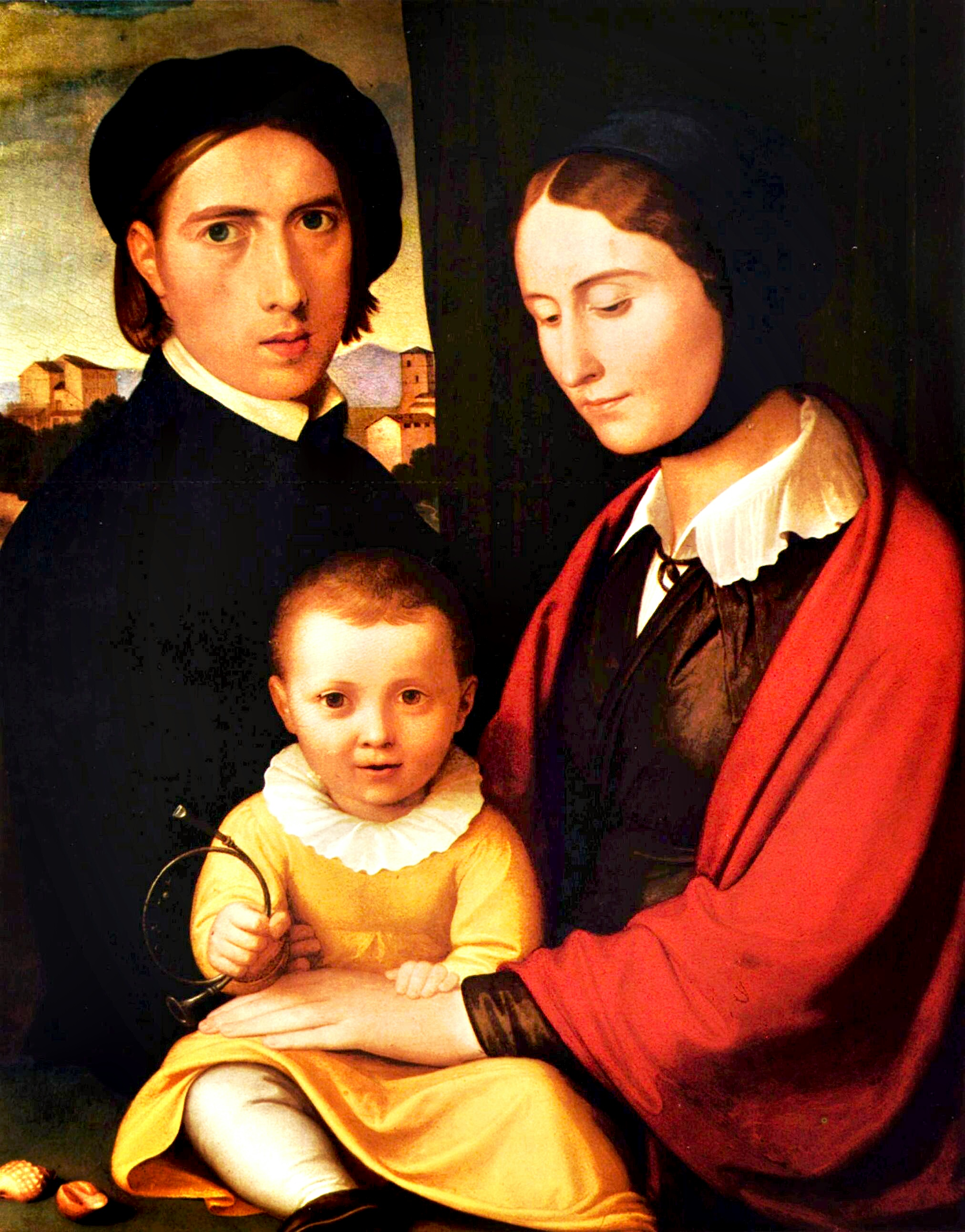
Autoportrait de l'artiste avec sa femme et son fils Alfons (vers 1830), Lübeck,.

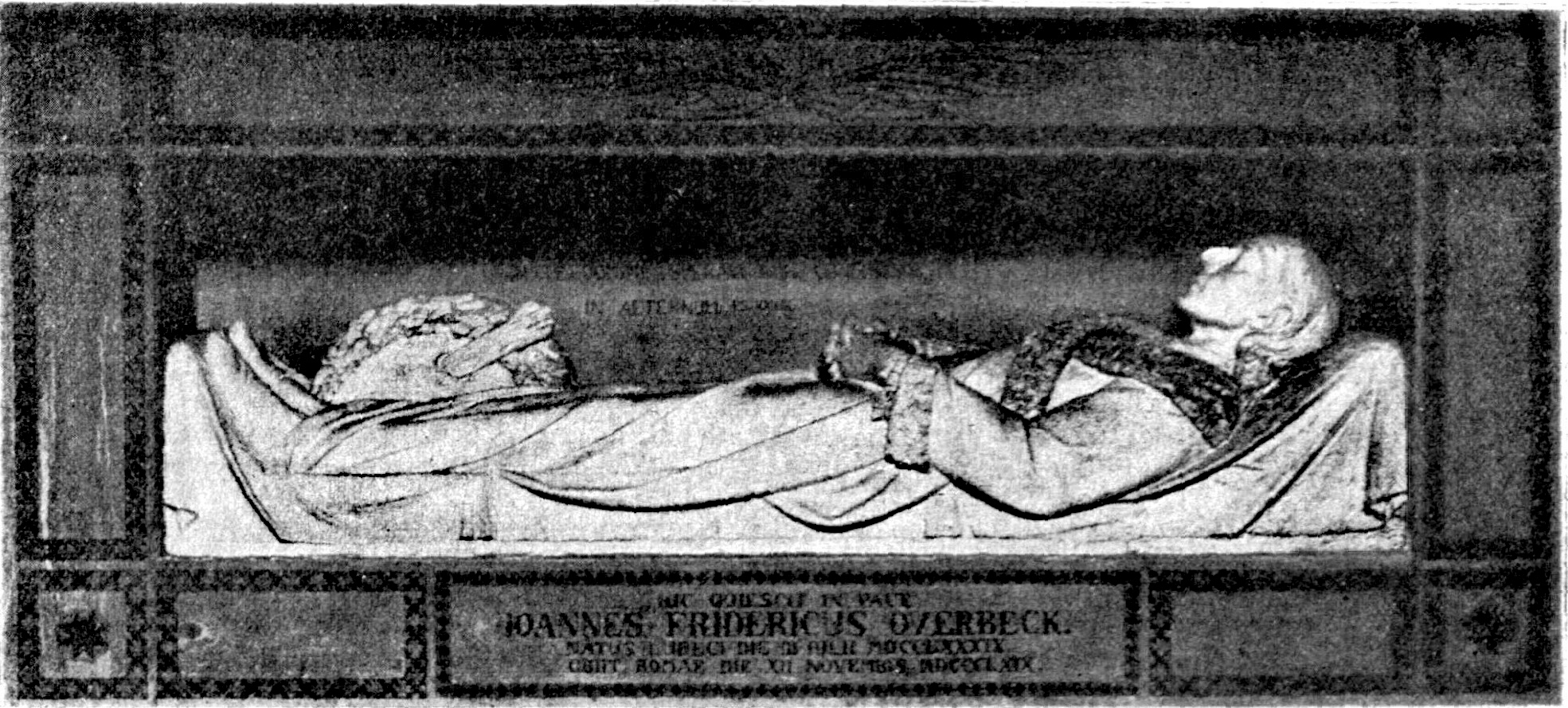
Cénotaphe de Friedrich Overbeck (1871), Rome, église San Bernardo alle Terme.

Le consul de Prusse, Jakob Ludwig Salomon Bartholdy, oncle du compositeur Felix Mendelssohn habite le palais Zuccari, demeure située sur une des collines de Rome, le Pincio et confie la décoration — une fresque sur le thème de Joseph et ses frères — d'une des pièces à Johann Friedrich Overbeck, Peter von Cornelius, Philipp Veit et Friedrich Wilhelm Schadow ; l'exécution de deux sujets, Sept années de famine et Joseph vendu par ses frères, incombe à Overbeck.
L'œuvre, terminée en 1818 est si favorablement accueillie par les Italiens que, la même année, le prince Francesco Massimo commande la décoration des murs et plafonds de son pavillon de chasse, situé près de Saint-Jean-de-Latran, à Johann Friedrich Overbeck, Philipp Veit, Julius Schnorr von Carolsfeld et Joseph von Führich ; ces fresques illustrent des thèmes inspirés des œuvres de Dante, Le Tasse et L'Arioste. À Overbeck est assigné l'illustration du poème du Tasse, Jérusalem délivrée et onze compositions, occupant un mur entier, relatant la rencontre entre Godefroy de Bouillon et Pierre l'Ermite. L'exécution des fresques demande dix années et le peintre, surmené et affaibli, en délègue l'achèvement à son ami Joseph von Führich. Johann Friedrich Overbeck consacre entièrement le temps ainsi gagné à la réalisation d'une autre fresque, terminée en 1830, La Vision de saint François d'Assise pour le sanctuaire de la Portioncule, englobé dans la basilique Sainte-Marie-des-Anges d'Assise.
Overbeck et ses amis se sont chargés de recouvrer l'art négligé de la peinture monumentale et de la fresque et ont su redécouvrir la technique ancienne de cette dernière ; leur succès amène sa renaissance à travers l'Europe. Ses théories artistiques et son œuvre ont une influence majeure sur le chef de file de l'école de Beuron, Desiderius Lenz.
Johann Friedrich Overbeck meurt le 12 novembre 1869, un an avant la chute des États pontificaux, et est inhumé à Rome dans l'église San Bernardo alle Terme.

## Œuvres

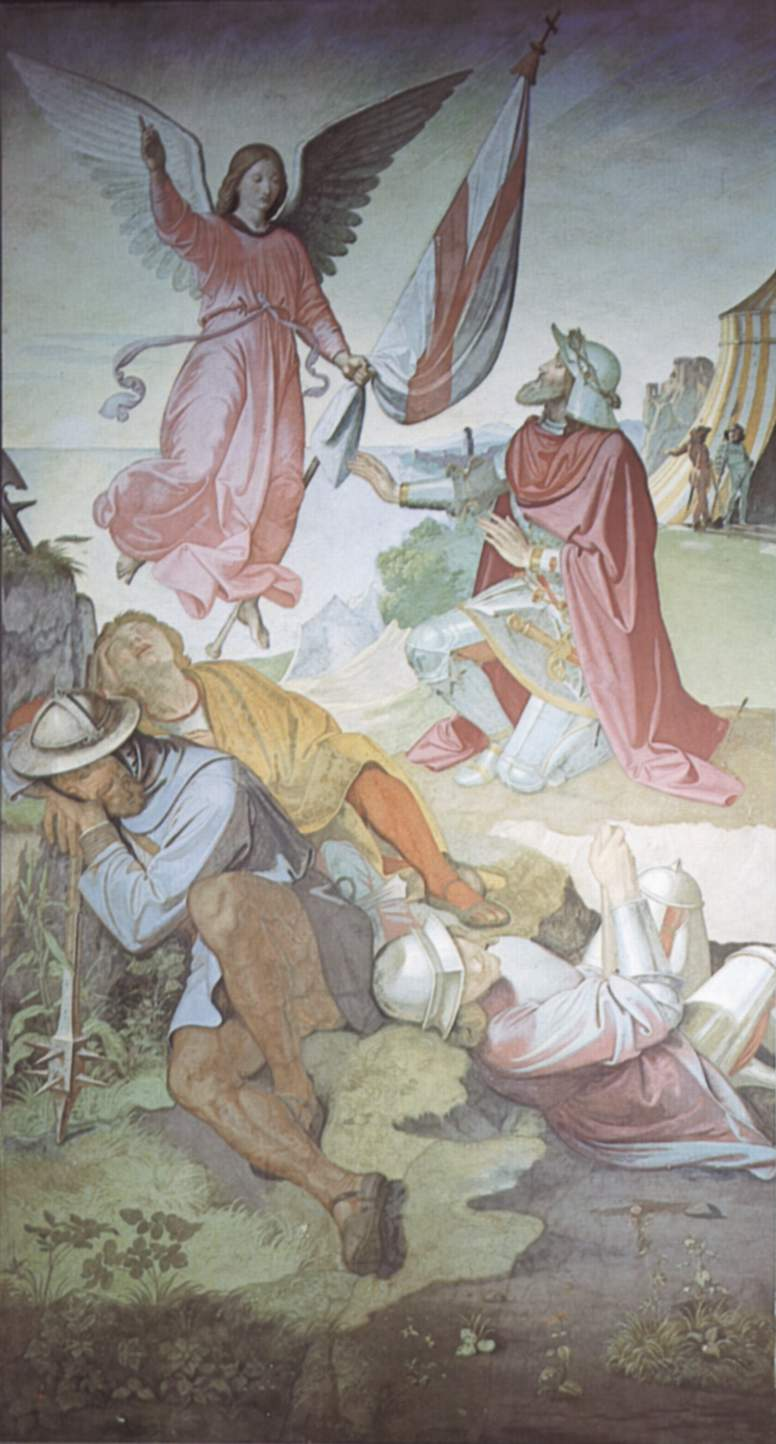
L'Archange Gabriel ordonne à Godefroy de Bouillon de délivrer Jérusalem (1817-1827), Berlin, Alte Nationalgalerie.

- Portrait de Franz Pforr, 1810, huile sur toile, 62 × 47 cm, Berlin, Alte Nationalgalerie[4].
- Le Christ ressuscite la fille de Jaïre, 1815, Berlin, musées d'État de Berlin[5].
- L'Annonciation, 1820, huile sur toile, 79 x 51 cm, musée du Louvre[6].
- Autoportrait avec sa famille, vers 1830, Lübeck, Behnhaus (de).
- L'Entrée du Christ à Jérusalem, 1824, Lübeck, église Sainte-Marie. Œuvre détruite lors du bombardement de la ville par la Royal Air Force, dans la nuit du dimanche des Rameaux 28 mars 1942.
- Italia et Germania, 1828, huile sur toile, 94 × 104 cm, Munich, Neue Pinakothek[7].
- Le Miracle des roses de saint François d'Assise, 1829, Leipzig, musée des Beaux-Arts[8].
- La Vision de saint François d'Assise (Francesco che chiede a Gesù e a Maria la concessione dell'indulgenza plenaria), 1830, fresque de la façade de la Portioncule, basilique Sainte-Marie-des-Anges d'Assise.
- Le Triomphe de la Religion dans les arts , deux versions :
  - Francfort-sur-le-Main, musée Städel, 1831-1840, huile sur toile, 392 × 392 cm[9] ;
  - Saint-Pétersbourg, musée de l'Ermitage, 1839-1843, huile sur toile, 145 × 146 cm[10].
- La Passion du Christ au mont des Oliviers, 1835, Hambourg, Grand hôpital.
- Lo Sposalizio, 1836, Muzeum Narodowe, Poznań, musée national.
- La Déploration du Christ, 1846, Lübeck, église Sainte-Marie.
- L'Incrédulité de saint Thomas, 1851, Schweinfurt, musée Georg-Schäfer (de), provient de la collection Beresford Hope de Londres.
- L'Assomption de la Vierge, 1855, Cologne, cathédrale de Cologne.
- Le Christ livré au Sanhédrin, 1858, tempera, à l'origine, commande du pape Pie IX pour un plafond du Quirinal ; à la suite des attaques du gouvernement italien, l'œuvre est remplacée par une décoration néoclassique et transférée dans la salle des bénédictions du Vatican.
- Le Baptême, 1862-1864, Munich, Neue Pinakothek.
- La Visitation, 1870, Montefalco, sanctuaire de la Madonna della Stella.
- Joseph vendu par ses frères et les sept années de vache maigre, 1816-1817, Berlin, Alte Nationalgalerie.

Œuvres de Johann Friedrich Overbeck
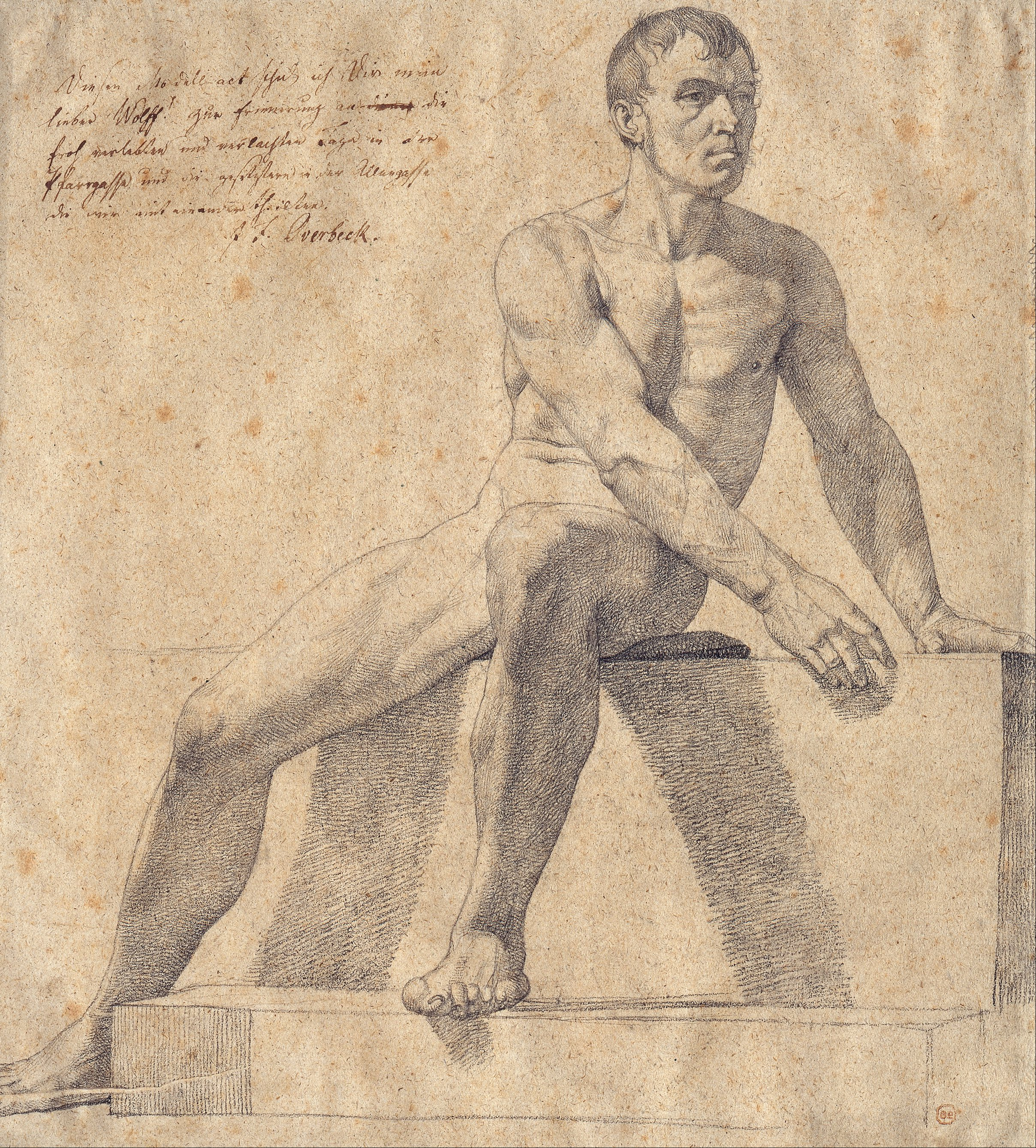
Nu masculin assis sur un piédestal (1808), Düsseldorf, Museum Kunstpalast.
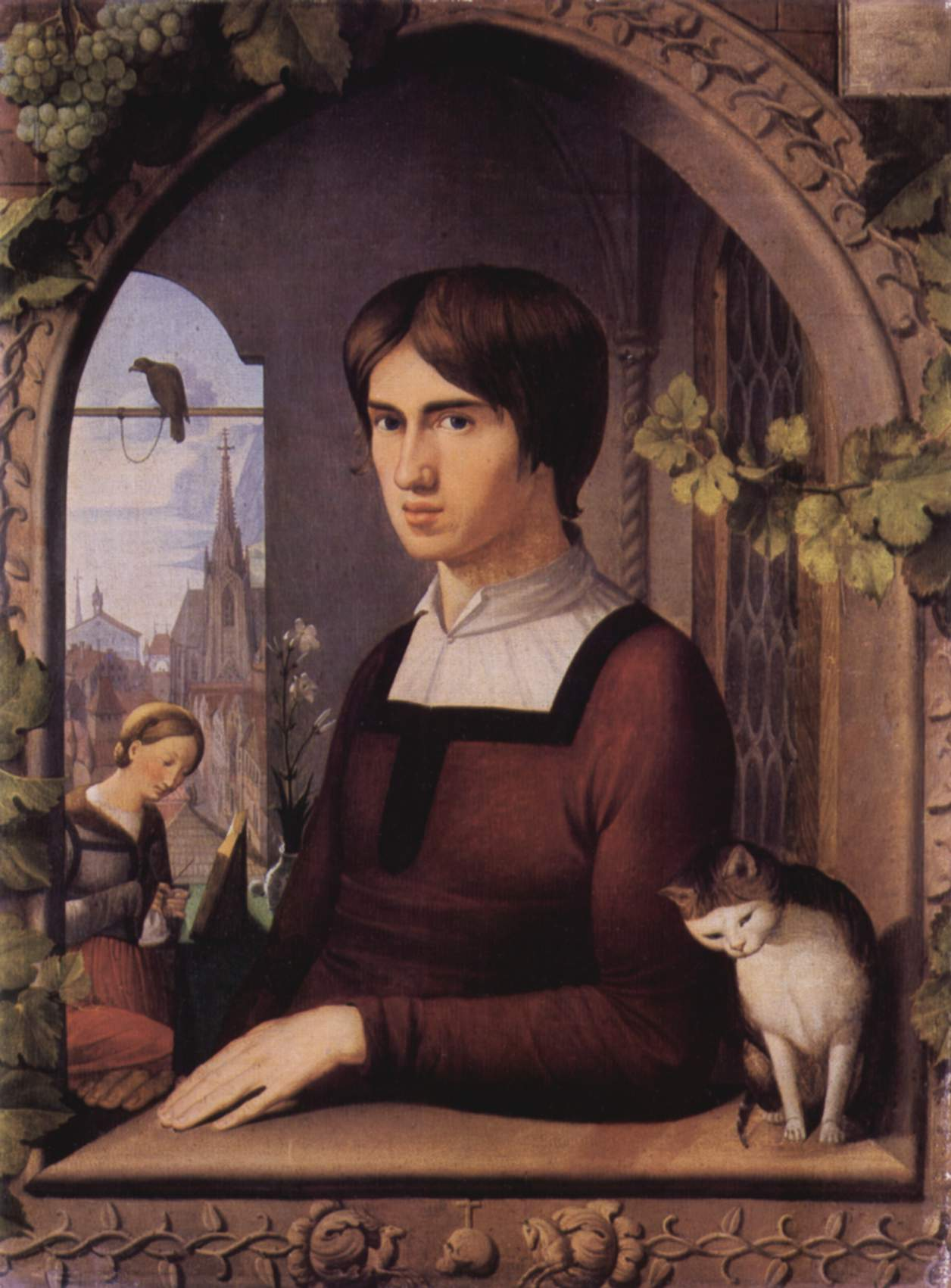
Portrait de Franz Pforr (1810), Berlin, Alte Nationalgalerie.
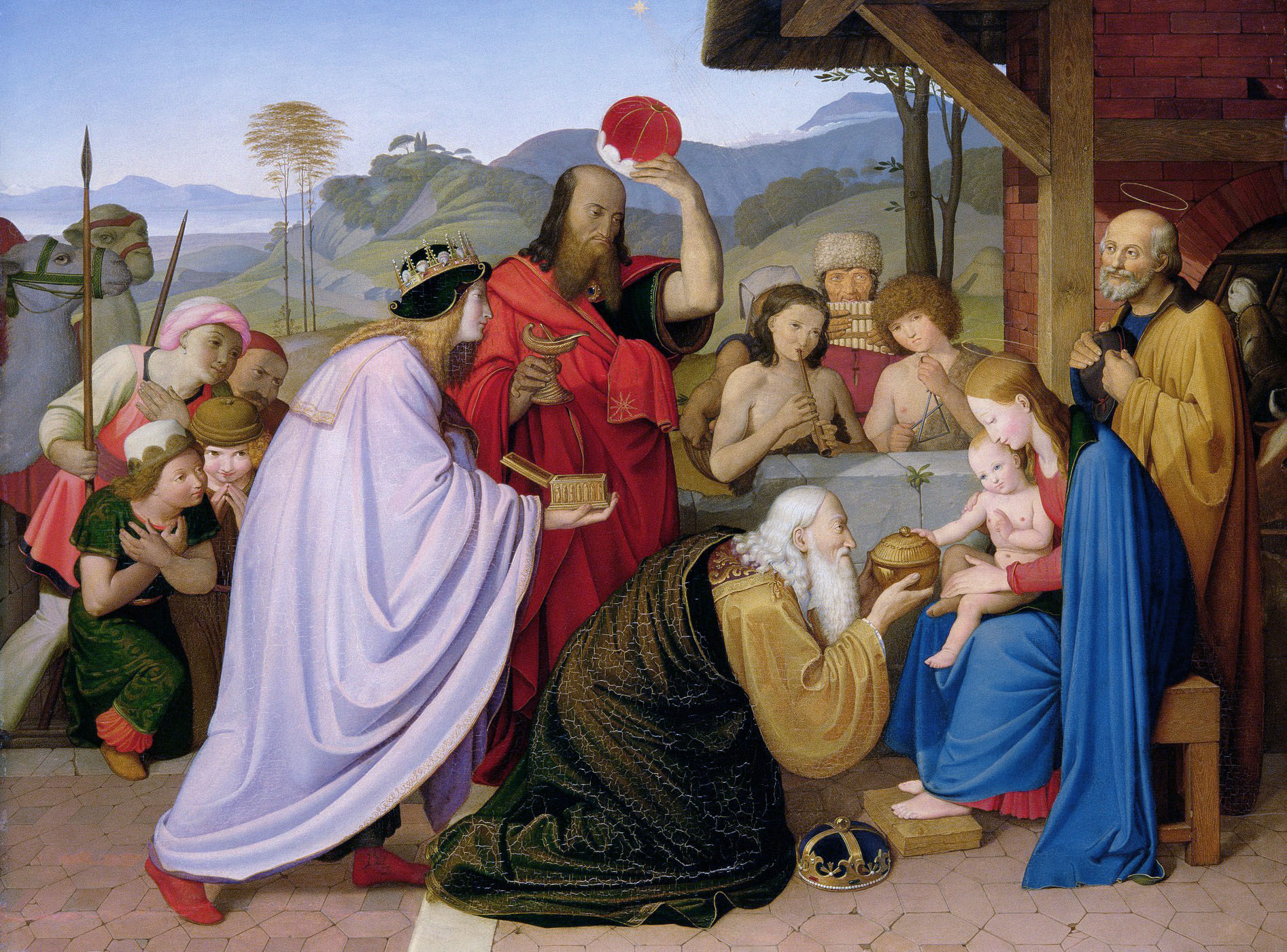
L'Adoration des mages (1813), Kunsthalle de Hambourg.
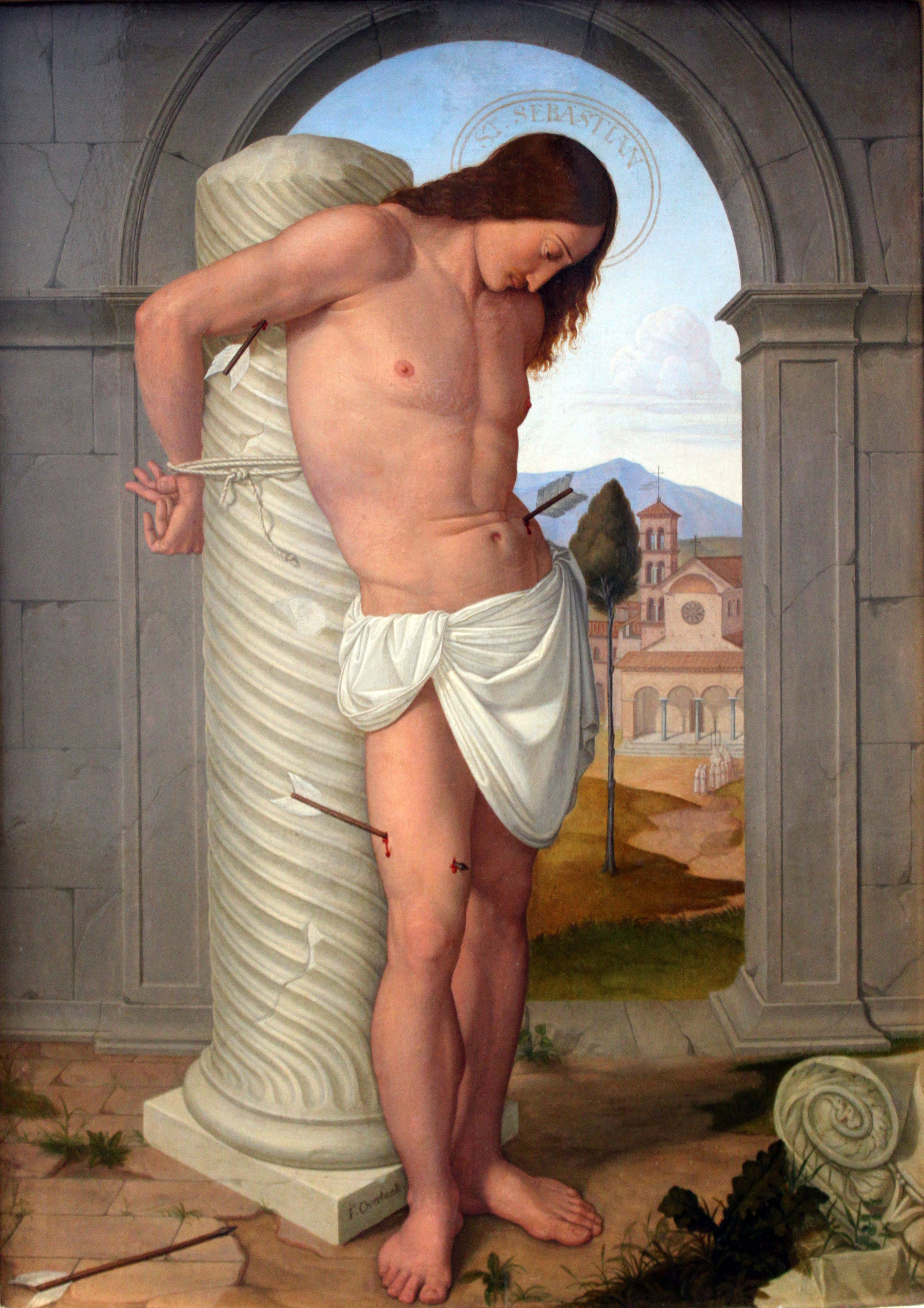
Saint Sébastien (1815), Berlin, Alte Nationalgalerie.
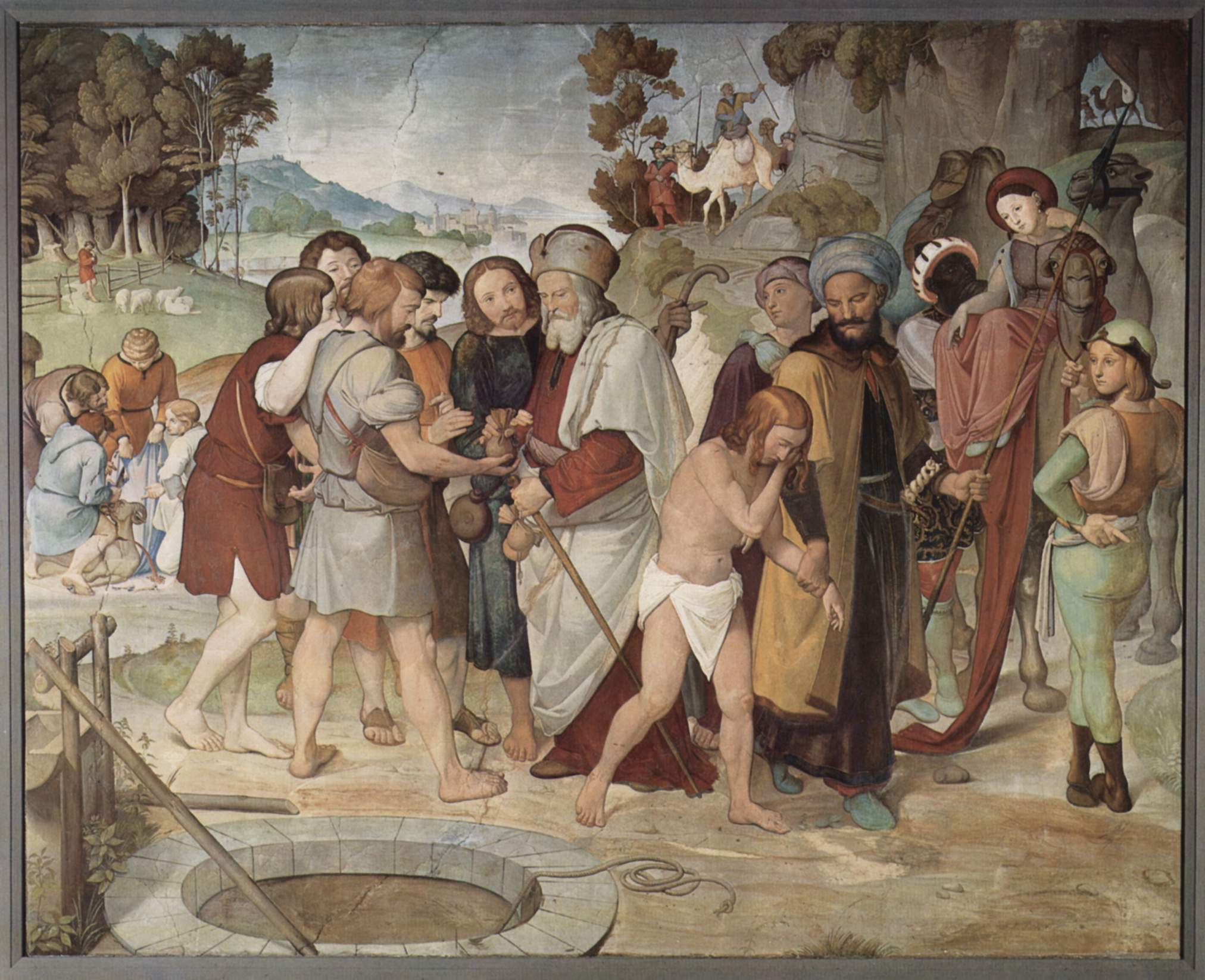
Joseph vendu par ses frères (1816-1817), Berlin, Alte Nationalgalerie.
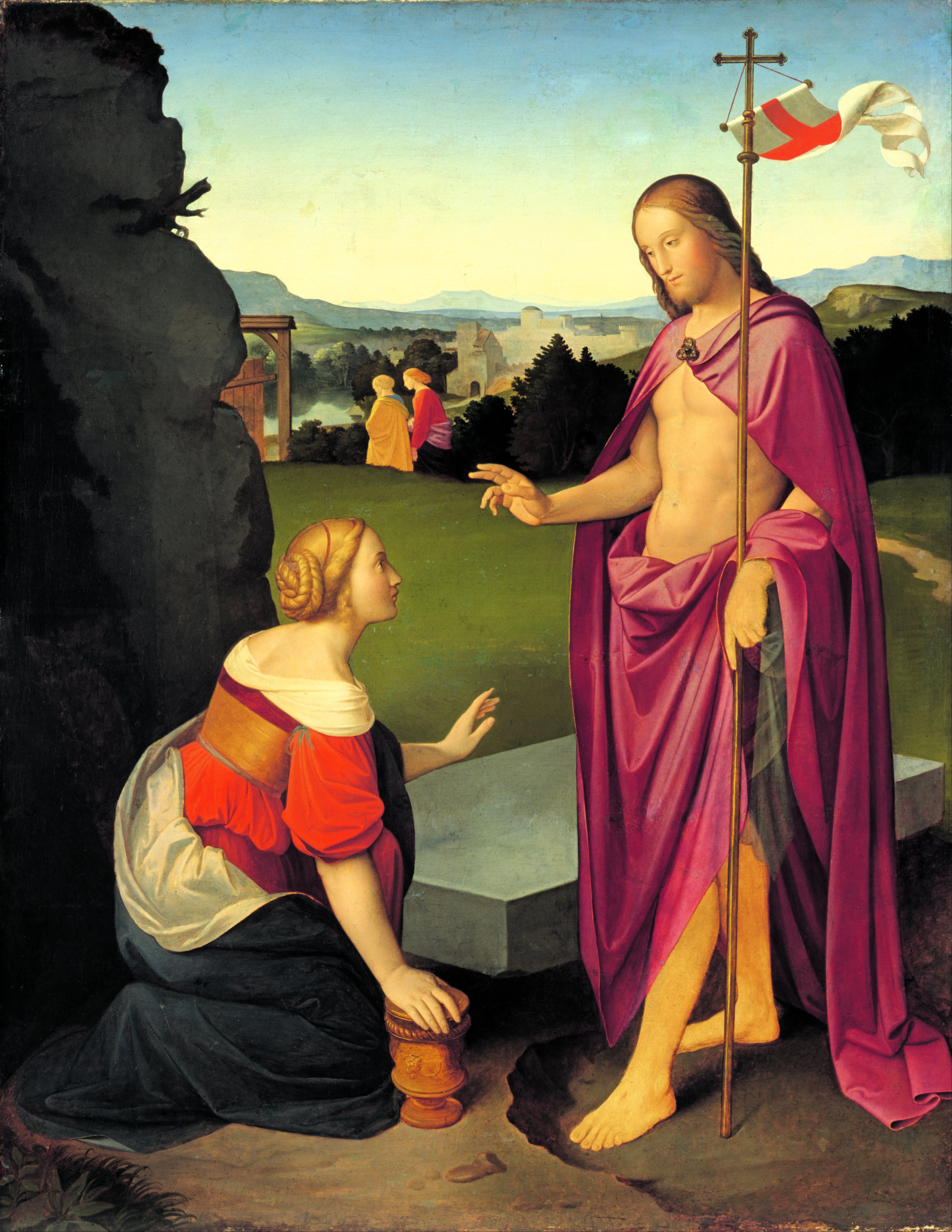
Matin de Pâques (vers 1818), Düsseldorf, Museum Kunstpalast.
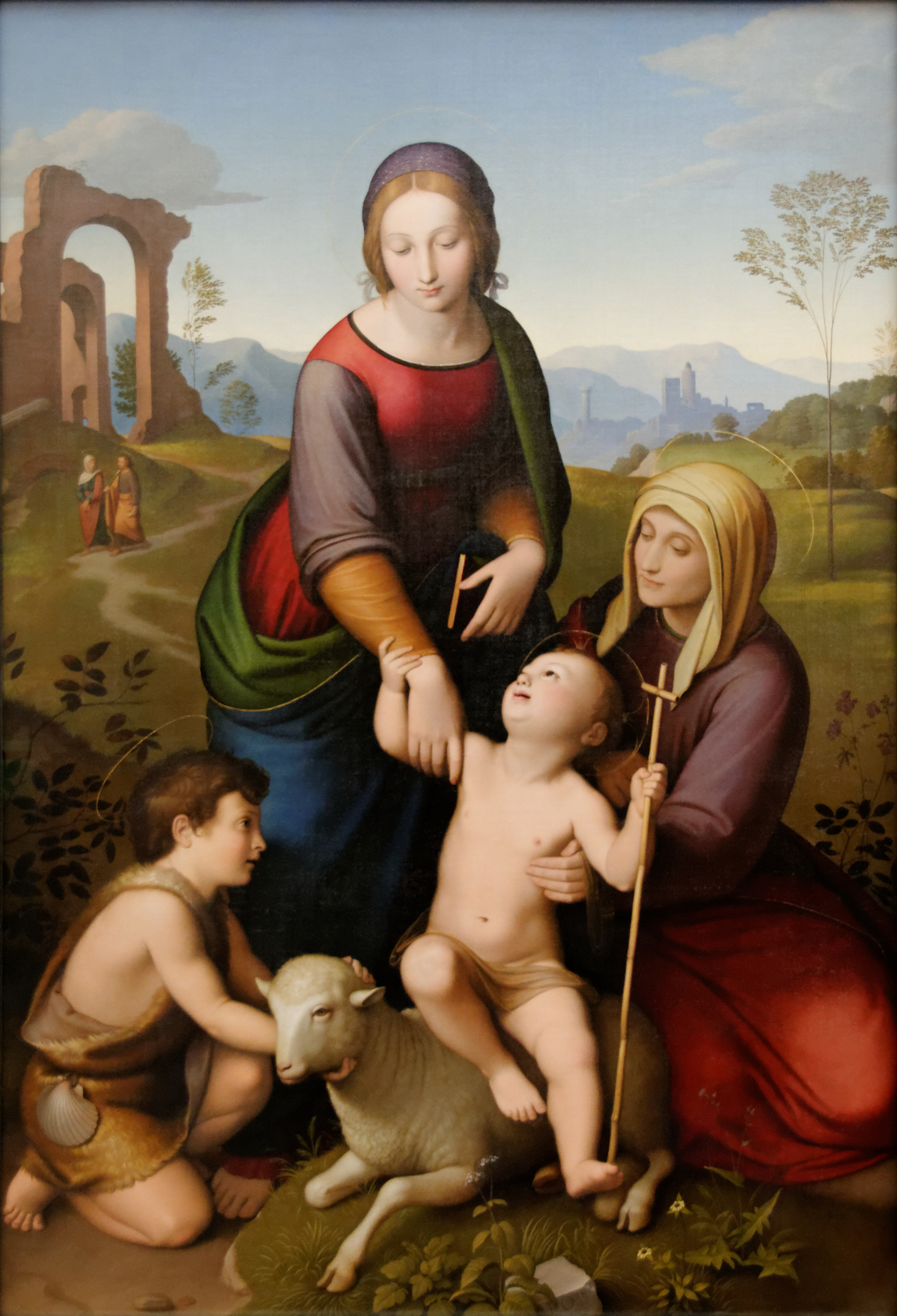
La Vierge Marie et Élisabeth avec Jésus et saint Jean Baptiste enfants (1825), Munich, Neue Pinakothek.
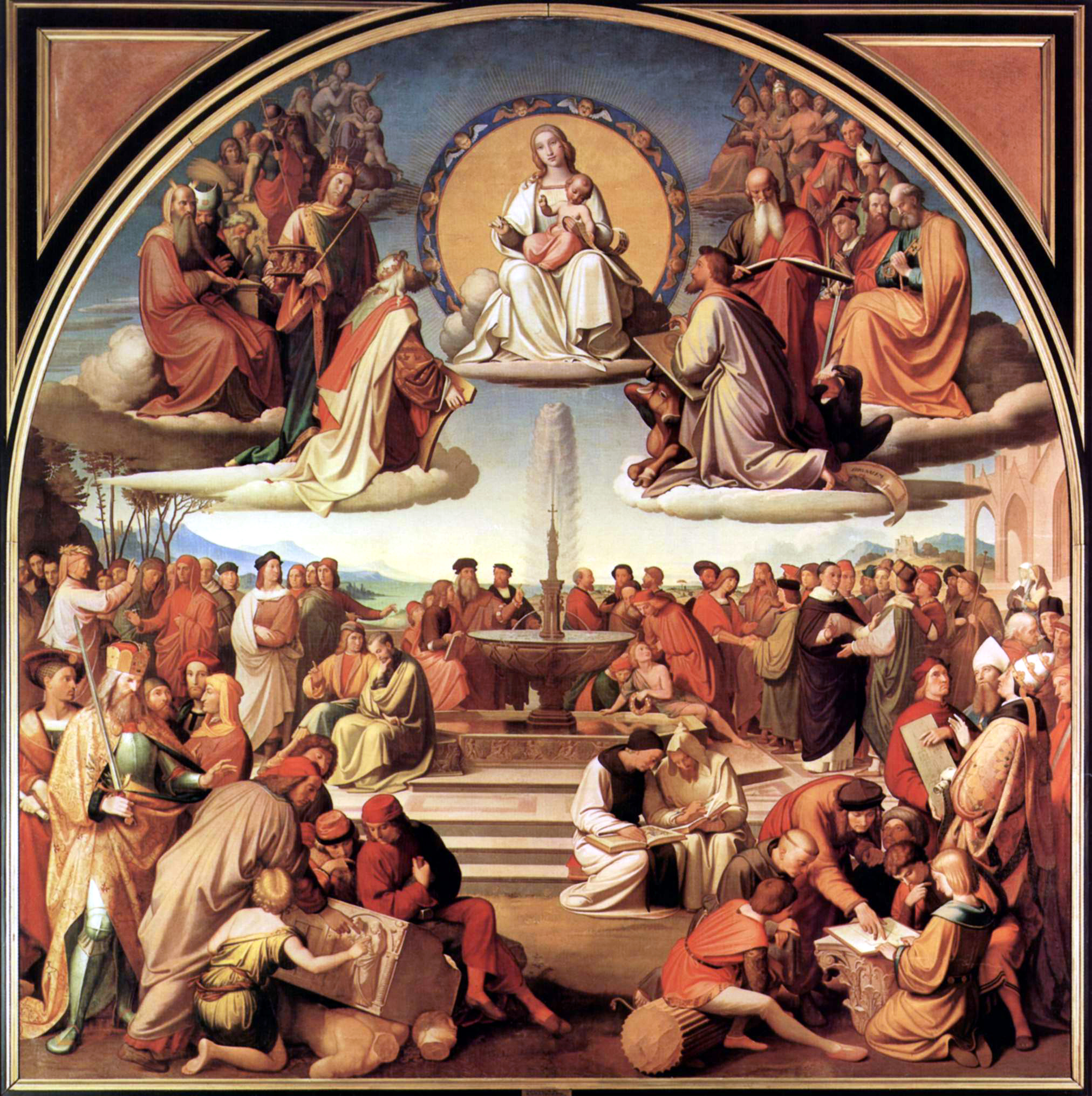
Le Triomphe de la Religion dans les arts (1831-1840), Francfort-sur-le-Main, musée Städel.